# 崔哲源
崔哲源（チェ・チョルォン、1969年5月5日 - ）は、韓国の実業家。2010年時点でM&Mグループの会長を務めている。
SKグループの創業者崔鍾賢の甥であり、大韓民国海兵隊で兵役の義務を履行した。
崔哲源は2010年10月SK本社前でデモをしに来たタンクローリー運転技師（運転士）を自分の事務室に呼び出してアルミニウム野球バットなどで暴行して全治2週間の負傷を与えた。この事実が2010年11月28日に放映された文化放送 (韓国)の「時事マガジン2580」で報道されたが、特に殴られた代価として2000万ウォンを受け取るという覚書きを書かせたということが明かされて大きい非難の世論が起こった。11月30日に警察に告発された後で、警察は捜査を始めながら出国中の崔哲源の入国通報を要請した。ソウル中央地方裁判所は2011年2月8日彼に懲役1年6月を宣告した。控訴審裁判部（裁判長양현주）は懲役1年6月、執行猶予3年、社会奉仕120時間に量刑を減らして判決した。「社会的指弾を受けた点」が減刑理由という裁判部の判断は議論を起こした。
この他にも、職員と家近所の隣人に常習的に暴行・威嚇をしていたという事実が多くのメディアで報道された。